# Ангеред (Швеция)
Ангеред — шведский населённый пункт в лене Вестра-Гёталанд, расположенный в районе окружного совета Ангеред. Расположен в 12 км к северу от Гётеборга.
Поселение состоит из небольших домов, расположенных вокруг средневековой церкви Ангеред, и ранее было церковной деревней в приходе Ангеред.
В 2020 году население составляло 1491 человек.